# Chinesische Botschaft in Berlin

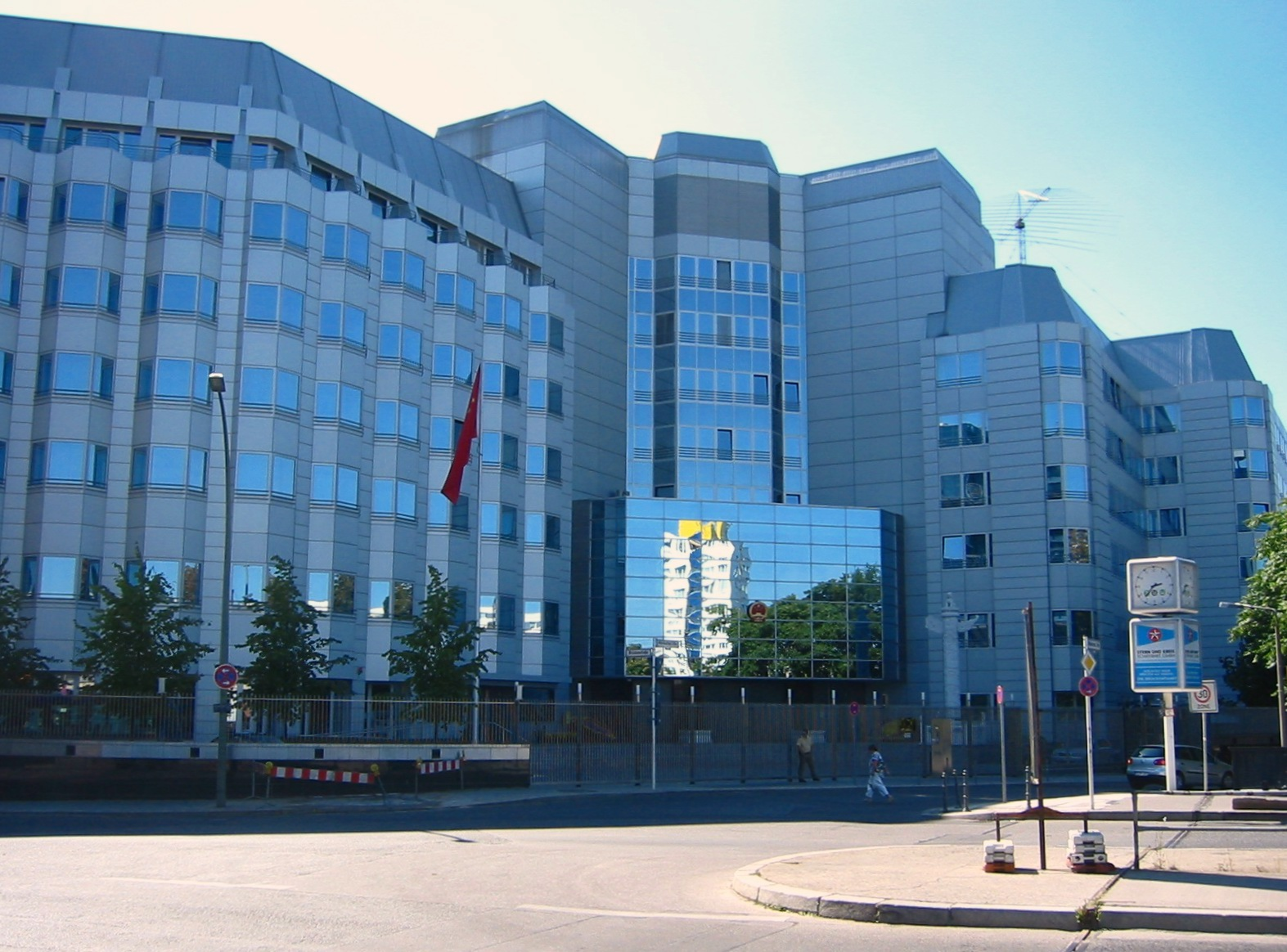
Chinesische Botschaft in Berlin-Mitte

Die chinesische Botschaft in Berlin (chinesisch 中华人民共和国驻德意志联邦共和国大使馆) ist der Hauptsitz der diplomatischen Vertretung der Volksrepublik China in Deutschland. Eine diplomatische Vertretung Chinas in Berlin gibt es seit 1877. Die heutige Botschaft befindet sich am Märkischen Ufer 54 nahe der Jannowitzbrücke in der Luisenstadt im Ortsteil Mitte des gleichnamigen Bezirks. Der 1988 als FDGB-Hauptsitz errichtete siebengeschossige Bau wurde 1999–2001 zur Botschaft umgebaut.
Botschafter ist seit dem 23. Oktober 2024 Deng Hongbo.

## Geschichte

### Kaiserliche Gesandtschaft in Berlin (1877–1911)

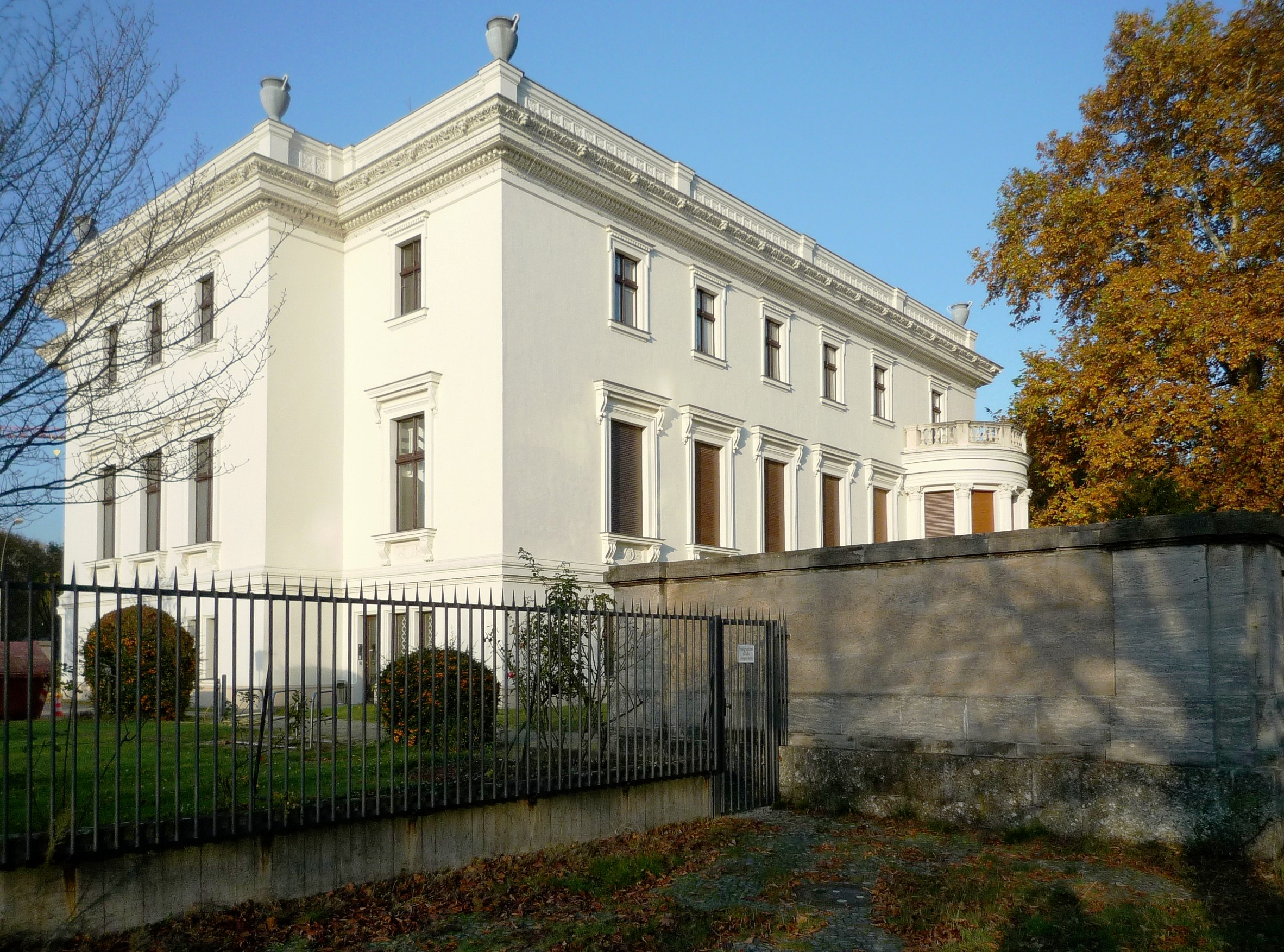
Villa von der Heydt, seit den späten 1990er Jahren Sitz der Stiftung Preußischer Kulturbesitz

Die Kaiserliche Gesandtschaft in Berlin wurde 1877 von der Qing-Dynastie eingerichtet. Erster Gesandter war Liu Xihong. Von 1878 bis 1890 mietete die Botschaft von Freiherr August von der Heydt dessen Villa im Tiergartenviertel für eine Jahresmiete von 15.000 Mark. Theodor Fontane verfasste 1889 den Essay Auf der Suche. Spaziergang am Berliner Kanal über spielende Kinder an der Mauer der chinesischen Botschaft; dass dabei den Kindern von einem Chinesen Äpfel gereicht werden, wie von Gütinger berichtet, entspricht allerdings nicht dem Essay, sondern einer Zeichnung von Arthur Wanjura, ein Buchillustrator; sein Bild wurde 1887 im Heft 22 der Zeitschrift Das Buch für Alle veröffentlicht, zusammen mit anderen chinesischen Impressionen und hat möglicherweise Fontane inspiriert.
Nachdem der Bankier Karl von der Heydt die Villa gekauft hatte und für sich als Wohnhaus beanspruchte, zog die chinesische Gesandtschaft 1890 in das Haus In den Zelten Nr. 14 um, einer nach 1945 eingezogenen Straße im Bereich der späteren Kongresshalle. Im Jahr 1902 war der chinesische General Yin Tschang der Gesandte seines Landes an der Botschaft.
Im Jahr 1910 erwarb China ein Haus am Kurfürstendamm 218 und richtete dort seine Gesandtschaft ein. Das Gebäude am Kurfürstendamm 218 wurde 1913 nach dem Ende der Qing-Dynastie vom chinesischen Gesandten verpfändet, um Zahlungen für in Deutschland gestrandete Chinesen bedienen zu können.

### Diplomatische Vertretung der Republik China (1919–1949)

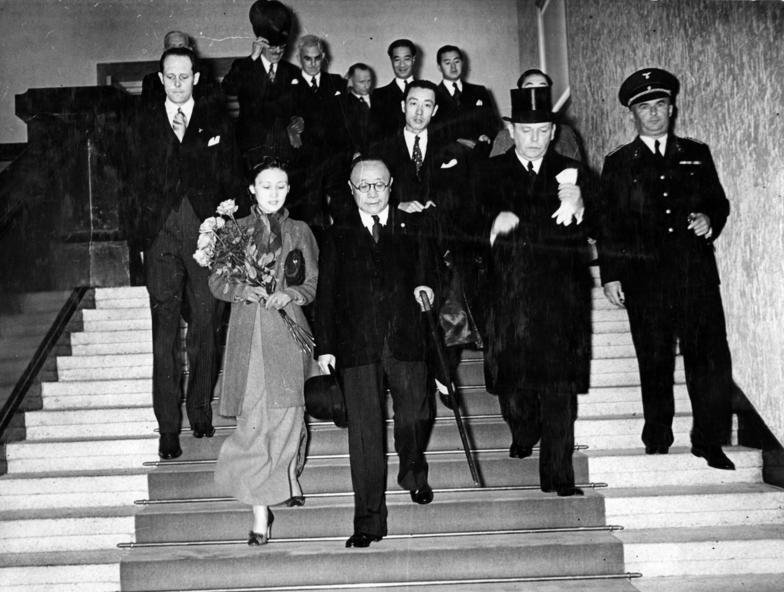
Ankunft des neuen chinesischen Botschafters Chen Jie 1938 in Berlin

Die Gesandtschaft der Republik China befand sich während der Zeit der Weimarer Republik weiterhin am Kurfürstendamm 218. 1921 wurde in Hamburg ein Generalkonsulat gegründet. 1938 eröffnete das Hamburger Generalkonsulat ein kurzlebiges Büro in Bremen. Im gleichen Jahr wurde im Zuge des Anschlusses die Botschaft Chinas in Wien in ein Generalkonsulat umgewandelt. He Fengshan verblieb in Österreich als Generalkonsul. Am 18. Mai 1935 wandelte China die Gesandtschaft in Berlin in eine Botschaft um. Ab Herbst 1940 war Generalleutnant Gui Yongqing (1900–1954) Militärattaché in Berlin. Als Reaktion auf die Anerkennung der von Wang Jingwei geführten neuorganisierten Regierung der Republik China am 2. Juli 1941 brach die Republik China die Beziehungen zu Deutschland ab und erklärte Berlin am 9. Dezember 1941 den Krieg.

### Gesandtschaft von Mandschukuo (1938–1945)

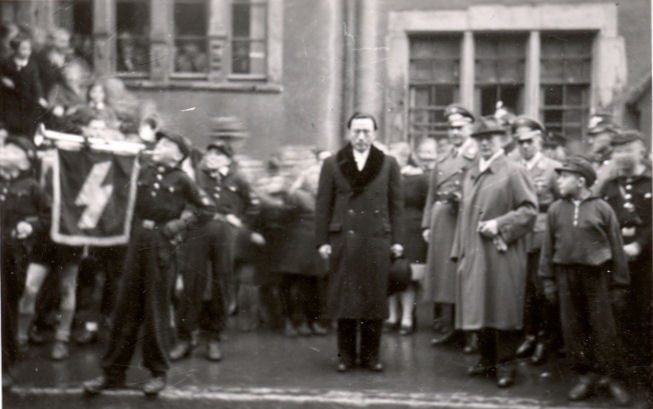
Mandschukuos Gesandter Lü Yiwen (wahrscheinlich 1944)

Seit Juni 1936 residierte in Berlin ein Handelskommissar von Mandschukuo, einem 1932 gegründeten Marionettenstaat der Kolonialmacht Japan auf dem Territorium Chinas. Am 20. Februar 1938 kündigte Hitler in einer Rede vor dem Reichstag die Anerkennung Mandschukos an und stellte diese in einen Zusammenhang mit dem 1933 erfolgten Austritt Deutschlands aus dem Völkerbund. Mandschukuo wurde jedoch bis zum Ende seines Bestehens 1945 nur von wenigen Staaten international anerkannt – im Wesentlichen von den Achsenmächten und ihrem Umfeld.
Am 12. Mai 1938 unterzeichneten Deutschland und Mandschuko einen Freundschaftsvertrag und am 16. August wurde Lü Yiwen (1897–1950) zum ersten Geschäftsträger der Gesandtschaft Mandschukos ernannt. Nach Lüs Ankunft im November teilte die Gesandtschaft noch im gleichen Monat mit, dass ein Generalkonsulat in Hamburg gegründet worden sei. 1939 folgte die Nebenakkreditierung für Ungarn, 1940 die für Rumänien. Lü war ehemaliger Gouverneur des Distrikts Tonghua und vor seiner Ernennung im Außenministerium Mandschukos in Changchun sowie als Sekretär des Premiers Zhang Jinghui tätig. Am 21. November 1938 überreichte er auf dem Berghof zusammen mit vier Gesandten anderer Staaten sein Beglaubigungsschreiben an Hitler. Die mandschurische Gesandtschaft residierte in der Lessingstraße 1 im Hansaviertel. Während der Gesandte in Berlin Lü Yiwen und der Generalkonsul in Hamburg An Chi-Yun ethnisch Chinesen waren, stammte das restliche Personal der Vertretung mehrheitlich aus Japan, zum Beispiel der bereits im Vorfeld der diplomatischen Anerkennung aktive Handelskommissar in Berlin, Hiyoshi Kato (jap. 加藤 日吉, Katō Hiyoshi) und der Vize-Konsul in Hamburg, Seiroku Sawaguchi.
Nach 1941 nahmen die Aktivitäten der Gesandtschaft ab. Zum einen waren seit Sommer die offiziellen Vertreter der Republik China unter Chiang Kai-shek und die wichtigsten Widersacher Mandschukuos vor Ort nicht mehr als Konkurrenten auf dem diplomatischen Parkett vertreten. Zum anderen schränkte der Krieg in Europa die Möglichkeiten ein, öffentlichkeitswirksam für das Projekt Mandschukuo zu werben. 1942 wurde dennoch das zehnjährige Bestehen Mandschukuos mit einem Konzert gefeiert. Dirigent war der spätere Komponist der Nationalhymne Südkoreas Ahn Eak-tai.

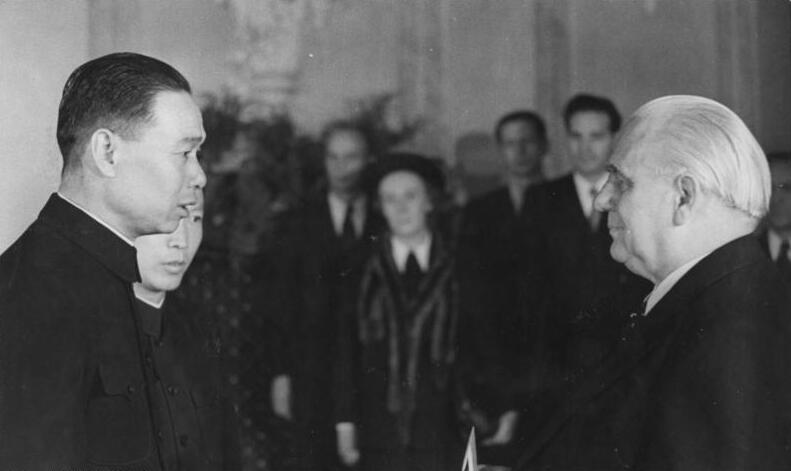
Ji Pengfei mit Wilhelm Pieck in Ost-Berlin, 12. Oktober 1950

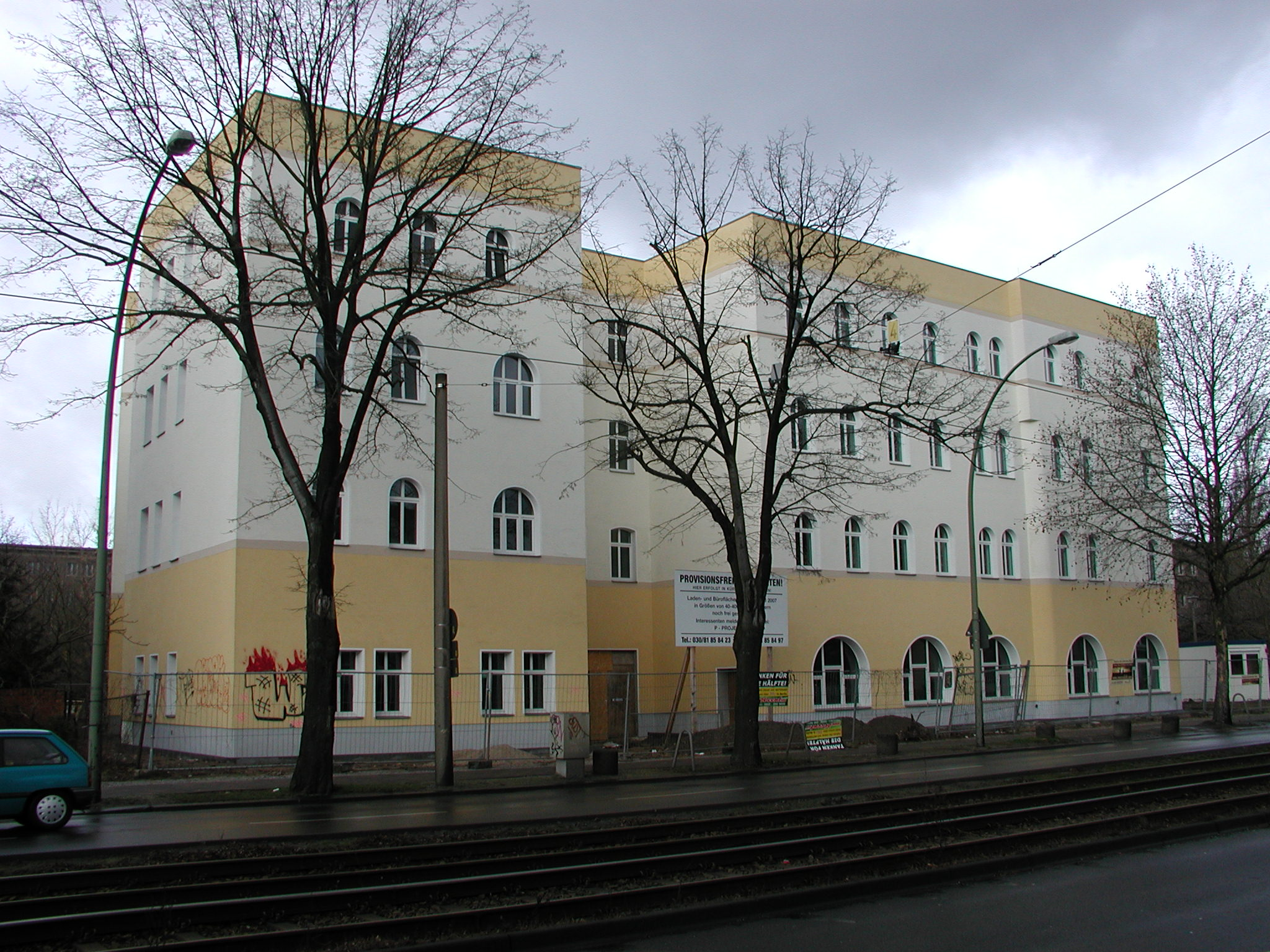
Botschaft 1952–1973 in der Treskowallee in Berlin-Karlshorst

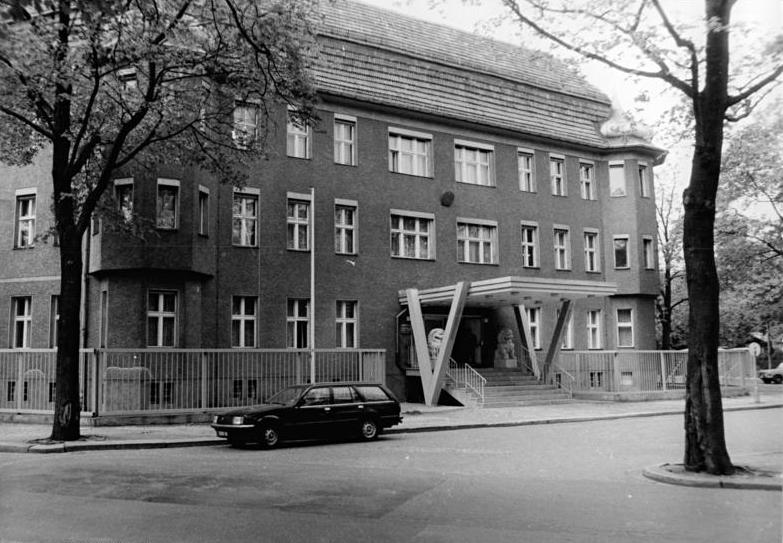
Botschaft 1973–1990 in der Heinrich-Mann-Straße 9 in Berlin-Pankow

### Botschaft der VR China in der DDR (1950–1990)
Die DDR und die Volksrepublik China nahmen am 25. Oktober 1949 – kurz nach Gründung der DDR – diplomatische Beziehungen auf. 1950 trat der erste chinesische Botschafter Ji Pengfei seinen Dienst in Ost-Berlin an. Nach seiner Diplomatenzeit wurde Ji Pengfei Außenminister der Volksrepublik. Die chinesische Mission traf am 11. Oktober 1950 auf dem Schlesischen Bahnhof ein. Ihre Reise mit der Transsibirischen Eisenbahn hatte über Moskau geführt. Am Folgetag übergab Ji Pengfei sein Beglaubigungsschreiben an DDR-Präsident Wilhelm Pieck.
Die Botschaft hatte 1951 ihren Sitz in Berlin-Karlshorst in der Treskowallee 77 (1961 in Hermann-Duncker-Straße umbenannt und in Nr. 92 umnummeriert), 1952–1973 in der Treskowallee 50 (1961 in Nr. 26 umnummeriert). Das repräsentative Gebäude wurde 1983–1989 zur Vertretung der Dschamahirija Libyens. China erhielt 1973 eine Villa in der Heinrich-Mann-Straße 9 in Niederschönhausen, Bezirk Pankow, als neues Domizil.
Im Gefolge der blutigen Niederschlagung der Proteste auf dem Platz des Himmlischen Friedens am 5. Juni 1989 kam es zu einer Zuspitzung der Konfrontation zwischen oppositionellen Gruppen und der DDR-Staatsführung. Die in offiziellen DDR-Medien signalisierte Zustimmung der SED-Spitzen zum Vorgehen der chinesischen Führung wurde als Versuch der Einschüchterung der DDR-Opposition verstanden. Vor der chinesischen Botschaft in Niederschönhausen kam es im Laufe des Juni 1989 zu mehreren ungenehmigten Protestdemonstrationen, ein in der Geschichte der DDR äußerst rares Ereignis. Besondere Beachtung fand die Demonstration am 21. Juni 1989, bei der etwa fünfzig Teilnehmer verhaftet wurden. Am selben Tag gaben 25 Oppositionsgruppen eine gemeinsame Protesterklärung ab, die dem chinesischen Botschafter übersandt wurde.

### Botschaft der VR China in der Bundesrepublik Deutschland (1973–1990)
Am 11. Oktober 1972 vereinbarten die Bundesrepublik Deutschland, vertreten durch Außenminister Walter Scheel, und die Volksrepublik China, vertreten durch Außenminister Ji Pengfei, die Aufnahme voller diplomatischer Beziehungen. Ji Pengfei war als erster Botschafter in der DDR mehr als 20 Jahre früher selbst der erste Botschafter der VR China in Deutschland gewesen. 1973 eröffnete die Botschaft der VR China in Niederbachem nahe Bonn.
Ab 1984 residierte die Botschaft an der Kurfürstenallee 12 in Bonn-Bad Godesberg (siehe Eintrag in Botschaftsliste). Nach dem Hauptstadtbeschluss zog die chinesische Botschaft nach Berlin, und das Gebäude in Bonn wurde ein Konsulat. 2004 gab die chinesische Regierung das Botschaftsgebäude an der Kurfürstenallee auf, es verblieb aber im Besitz der Volksrepublik China. Nach einem Umbau dient es als Gästehaus für chinesische Diplomaten.

## Botschaft der Volksrepublik China im vereinten Deutschland
Der seit 1999 genutzte Gebäudekomplex nahe der Jannowitzbrücke im Berliner Stadtteil Mitte wurde 1988 nach Plänen von Jens Ebert für 182 Millionen Mark errichtet und wurde ursprünglich als Sitz des Bundesvorstandes des Freien Deutschen Gewerkschaftsbunds (FDGB) genutzt. Nach der Friedlichen Revolution in der DDR wurde es zu einem Kongresszentrum (Berliner Congress Center – BCC) umgebaut, das jedoch bald außer Betrieb ging. Mit dem Hauptstadtbeschluss von 1991 zog die chinesische Botschaft (in der alten Bundesrepublik) 1999 von Bonn nach Berlin. Beide chinesischen Botschaften fusionierten und kauften das Kongresszentrum. Der Umbau erfolgte nach Plänen von Novotny Mähner Assoziierte. Das Gebäude hat eine silberne Außenfassade mit verspiegelten Fenstern. Vor dem Portal steht eine Plastik eines chinesischen Wächterlöwen. Den Vorplatz umgrenzt ein Sicherheitszaun.
Die chinesische Botschaft besteht aus folgenden Bereichen:
- Konsularabteilung
- Politische Abteilung
- Abteilung für Presse und Öffentlichkeitsarbeit
- Militärabteilung
- Kulturabteilung
- Abteilung für Wissenschaft und Technik
- Wirtschafts- und Handelsabteilung
- Bildungsabteilung

Die Residenz des chinesischen Botschafters in Deutschland befindet sich in der Toni-Lessler-Straße im Berliner Stadtteil Grunewald.
Neben der Botschaft in Berlin unterhält die Volksrepublik China in Deutschland außerdem eine Außenstelle in Bonn sowie Generalkonsulate in Düsseldorf, Frankfurt am Main, Hamburg und München.
Die Vertretung der Republik China (Taiwan) befindet sich am Gendarmenmarkt in der Markgrafenstraße in Berlin-Mitte. Da die Bundesrepublik Deutschland die Republik China aufgrund der Ein-China-Politik nicht offiziell anerkennt (siehe Taiwan-Konflikt), nimmt diese nicht die Rolle einer Botschaft, sondern einer Ständigen Vertretung wahr.